# Rambah (Tanah Tumbuh)
Rambah is een bestuurslaag in het regentschap Bungo van de provincie Jambi, Indonesië. Rambah telt 1448 inwoners (volkstelling 2010).